# Ambasadorowie Stanów Zjednoczonych w Rosji
Ambasadorowie Stanów Zjednoczonych w Rosji – reprezentanci Stanów Zjednoczonych w Rosji i Związku Sowieckim. Początkowo byli mianowani w randzie ministrów pełnomocnych, a od 1817 w randzie posła nadzwyczajnego i ministra pełnomocnego. W 1898 rangę szefów misji podniesiono do stopnia ambasadora.

## Lista przedstawicieli

### Imperium Rosyjskie

#### Minister
- John Quincy Adams (1809–1814)

#### Posłowie
- William Pinkney (1817–1818)
- George W. Campbell (1819–1820)
- Henry Middleton (1821–1830)
- James Buchanan (1832–1833)
- William Wilkins (1834–1835)
- John Randolph Clay (1836–1837)
- George M. Dallas (1837–1839)
- Churchill C. Cambreleng (1840–1841)
- Charles Stewart Todd (1841–1846)
- Ralph Isaacs Ingersoll (1847–1848)
- Arthur P. Bagby (1849)
- Neill S. Brown (1850–1853)
- Thomas H. Seymour (1854–1858)
- Francis Wilkinson Pickens (1858–1860)
- John Appleton (1860–1861)
- Cassius Marcellus Clay (1861–1862)
- Simon Cameron (1862)
- Cassius Marcellus Clay (1863–1869)
- Andrew Gregg Curtin (1869–1872)
- James Lawrence Orr (1873)
- Marshall Jewell (1873–1874)
- George Henry Boker (1875–1878)
- Edwin W. Stoughton (1878–1879)
- John W. Foster (1880–1881)
- William H. Hunt (1882–1884)
- Alphonso Taft (1884–1885)
- George Van Ness Lothrop (1885–1888)
- Lambert Tree (1889)
- Charles Emory Smith (1890–1892)
- Andrew Dickson White (1892–1894)
- Clifton R. Breckinridge (1894–1897)
- Ethan A. Hitchcock (1897–1898)

#### Ambasadorzy
- Ethan A. Hitchcock (1898–1899)
- Charlemagne Tower (1899–1902)
- Robert Sanderson McCormick (1903–1905)
- George von Lengerke Meyer (1905–1907)
- John W. Riddle (1907–1909)
- William Woodville Rockhill (1910–1911)
- Curtis Guild (1911–1913)
- George T. Marye (1914–1916)
- David Rowland Francis (1916–1917)

### Związek Sowiecki
do 1933 brak stosunków dyplomatycznych
- Felix Cole (1919) chargé d’affaires ad interim
- William Bullitt (1933–1936)
- Joseph Davies (1937–1938)
- Laurence Steinhardt (1939–1941)
- William Harrison Standley (1942–1943)
- William Averell Harriman (1943–1946)
- Walter Bedell Smith (1946–1948)
- Alan Goodrich Kirk (1949–1951)
- George Frost Kennan (1952)
- Charles Eustis Bohlen (1953–1957)
- Llewellyn E. Thompson Jr. (1957–1962)
- Foy Kohler (1962–1966)
- Llewellyn E. Thompson Jr. (1967–1969)
- Jacob Dyneley Beam (1969–1973)
- Adolph Dubs (1973–1974) chargé d’affaires ad interim
- Walter John Stoessel (1974–1976)
- Malcolm Toon (1977–1979)
- Thomas Watson Jr. (1979–1981)
- Arthur A. Hartman (1981–1987)
- Jack F. Matlock, Jr. (1987–1991)
- Robert Schwarz Strauss (1991–1992)

### Federacja Rosyjska
- Thomas R. Pickering (1993–1996)
- James Franklin Collins (1998–2001)
- Alexander Vershbow (2001–2005)
- William Joseph Burns (2005–2008)
- John Beyrle (2008–2012)
- Michael McFaul (2012–2014)
- John F. Tefft (2014–2017)
- Jon Huntsman (2017–2019)
- John J. Sullivan (2019–nadal)